# Diaea taibeli
Diaea taibeli är en spindelart som beskrevs av Lodovico di Caporiacco 1949. Diaea taibeli ingår i släktet Diaea och familjen krabbspindlar.
Artens utbredningsområde är Kenya. Inga underarter finns listade i Catalogue of Life.